# Antonio Valente
Pour les articles homonymes, voir Valente.
Antonio Valente (1520?- après 1580) est un organiste, claveciniste et compositeur italien de la Renaissance.

## Biographie
Aveugle depuis l'enfance, Antonio Valente est organiste de l'église S. Angelo a Nilo de Naples, de 1565 à 1580. Son Intavolatura de 1576, écrite dans une notation numérique peu commune, contient la fantaisie pour clavier la plus ancienne actuellement connue, des ricercari imitatifs, ainsi que des variations. Il a également publié un volume de canons pour l'orgue, Versi spirituali (Naples, 1580).
Il meurt à Naples après 1580, probablement à l'orée du XVIIe siècle.

## Œuvres
- Intavolatura de cimbalo … libro primo, Naples, 1576. Contient notamment une pièce pour clavier fréquemment jouée en concert : Lo Ballo dell'intorcia (la danse de la torche ou du flambeau).
- Versi spirituali sopra tutti le note, con diversi canoni spartiti per sonar ne gli organi, messe, vespere, et altri officii divini, Naples, 1580.

## Exemple sonore
« Lo Ballo dell'intorcia », La Danse des Torches, comprend sept mutanze ou variations de la même ritournelle. L'enregistrement proposé fait entendre une registration différente à chaque exposition des ritournelles.

## Discographie
- Intavolatura di Cimbalo par Francesco Cera (Tactus)
- Intavolatura de Cimbalo, l'œuvre complète pour clavecin, par Rebecca Maurer (Christophorus)